# Holmtjärnen (Kila socken, Värmland)
Holmtjärnen är en sjö i Säffle kommun i Värmland och ingår i Göta älvs huvudavrinningsområde.